# Chorizagrotis sorror
Chorizagrotis sorror là một loài bướm đêm trong họ Noctuidae.